# Педра да Гавеа
Педра да Гавеа (порт. Pedra da Gávea) је импресивна стијена висине 842 метра у шуми Тижука, у граду Рио де Жанеиро.